# Anoplodera atramentaria
Anoplodera atramentaria är en skalbaggsart som först beskrevs av Ludwig Ganglbauer 1890.  Anoplodera atramentaria ingår i släktet Anoplodera och familjen långhorningar. Inga underarter finns listade i Catalogue of Life.